# 日本基督教団号
日本基督教団号（にほんキリストきょうだんごう）とは、日本基督教団が献納した軍用機。

## 概要
1943年11月25日-26日に日本基督教団第2回総会（創立総会からは3回目）が東京鷺宮日本東部神学校で開かれた。平松実馬が軍用機献納の決議案を提出し、教団総会は総員起立の全会一致で以て軍用機献納運動を決議する。その場で1万6千円の献金があった。
同年12月下旬に「軍用機献納」文書が平松実馬の名義で、日本基督教団の全教会と、教団の全関係学校に流された。
「今や教団の軍用機運動は燎原の火の如くに拡大し、白熱化しています。教会がこの運動により霊的に目覚め信仰の大躍進を来たしておるのです。身命を皇国に捧げ死闘血戦、南方の海に散り行く将兵を思う時我等はいかにしてもこの事の完遂を果たさねばなりません。飛行機を、飛行機をと叫びつつ、戦死せし英霊に今こそ私共は応えなければなりません。」
「飛べ日本基督教団号」のスローガンのもと、集められた献金により日本海軍に「報国3338 第一日本基督教団號」「報国3339 第二日本基督教団號 九九艦爆」の二機を、日本陸軍に「愛国第三三三一 日本基督教団第一」「愛国第三三三二 日本基督教団第二」の二機、海軍と陸軍に合計四機の軍用機を献納した。
また金城女子専門学校は日本基督教団の求めにより、海軍に「報国2629　金城女専号」を、陸軍に3万円を献納した。